# Sân vận động Beaujoire
Sân vận động Beaujoire – Louis Fonteneau, thường được gọi là Sân vận động Beaujoire (phát âm tiếng Pháp: [stad də la boʒwaʁ]), là một sân vận động ở Nantes, Pháp. Đây là sân nhà của câu lạc bộ bóng đá Pháp FC Nantes.
Sân vận động mở cửa lần đầu tiên vào ngày 8 tháng 5 năm 1984, cho trận giao hữu giữa FC Nantes và Romania trước 30.000 người hâm mộ. Nó được đặt theo tên của Louis Fonteneau, chủ tịch của FC Nantes trong giai đoạn 1969–1986. Nó được cải tạo vào năm 1998 để phục vụ FIFA World Cup 1998. Trong khi sức chứa ban đầu là 52.923, vào năm 1998 nó được chuyển đổi thành một sân vận động có đủ chỗ ngồi và sức chứa hiện tại là 38.128. Số người tham dự cao nhất là 51.359 người trong trận Pháp-Bỉ năm 1984. Trước đó, đội thi đấu tại sân vận động Marcel Saupin.
Sân vận động này cũng tổ chức các trận đấu bóng bầu dục quốc tế, bao gồm trận đấu giữa Pháp với New Zealand (16-3) vào ngày 15 tháng 11 năm 1986. Vào tháng 9 năm 2007, sân đã tổ chức ba trận đấu chung của Giải vô địch bóng bầu dục thế giới 2007: Wales vs Canada vào ngày 9 tháng 9, Anh vs Samoa vào ngày 22 tháng 9 và Wales vs Fiji vào ngày 29 tháng 9. Trong môn bóng bầu dục trong nước, La Beaujoire đã tổ chức cả hai trận bán kết của Top 14 năm 2013 và đội Top 14 khu vực Paris Racing Métro 92 sẽ chơi trận đấu cuối cùng trên sân nhà của họ trong mùa giải 2013–14 đấu với Clermont tại La Beaujoire vào ngày 19 tháng 4 năm 2014.
La Beaujoire đã tổ chức các trận đấu trong khuôn khổ UEFA Euro 1984, trong đó có chiến thắng 5–0 của Pháp trước Bỉ với ba bàn thắng của Michel Platini. Sáu trận đấu cũng được diễn ra ở đó trong Giải vô địch bóng đá thế giới 1998, bao gồm trận tứ kết giữa Brazil và Đan Mạch. Sân vận động không được chọn cho UEFA Euro 2016.
Đội tuyển bóng đá quốc gia Pháp đã thi đấu ở đây 5 lần, gần đây nhất là vào năm 2019 khi họ chơi trận giao hữu với Bolivia.

## Một số sự kiện thể thao

### UEFA EURO 1984
Sân vận động Beaujoire tổ chức 2 trận đấu tại Euro 1984, đều là trận đấu ở vòng bảng.
| Ngày                | Giờ   | Đội        | Kết quả | Đội     | Vòng   | Khán giả |
| ------------------- | ----- | ---------- | ------- | ------- | ------ | -------- |
| 16 tháng 6 năm 1984 | 17:15 | Pháp       | 5 - 0   | Bỉ      | Bảng A | 51,359   |
| 20 tháng 6 năm 1984 | 20:30 | Bồ Đào Nha | 1 - 0   | România | Bảng B | 26,464   |

### World Cup 1998
Sân vận động Beaujoire tổ chức 6 trận đấu tại World Cup 1998, bao gồm 5 trận đấu ở vòng bảng và 1 trận tứ kết.
| Ngày                | Giờ   | Đội         | Kết quả | Đội      | Vòng   | Khán giả |
| ------------------- | ----- | ----------- | ------- | -------- | ------ | -------- |
| 13 tháng 6 năm 1998 | 14:30 | Tây Ban Nha | 2 - 3   | Nigeria  | Bảng D | 35,500   |
| 16 tháng 6 năm 1998 | 21:00 | Brasil      | 3 - 0   | Maroc    | Bảng A | 35,500   |
| 20 tháng 6 năm 1998 | 14:30 | Nhật Bản    | 0 - 1   | Croatia  | Bảng H | 35,500   |
| 23 tháng 6 năm 1998 | 16:00 | Chile       | 1 - 1   | Cameroon | Bảng B | 35,500   |
| 25 tháng 6 năm 1998 | 21:00 | Hoa Kỳ      | 0 - 1   | Nam Tư   | Bảng F | 35,500   |
| 3 tháng 7 năm 1998  | 21:00 | Brasil      | 3 - 2   | Đan Mạch | Tứ kết | 35,500   |

### Vòng loại Euro 2008
| Ngày                 | Giờ   | Đội  | Kết quả | Đội   | Vòng   | Khán giả |
| -------------------- | ----- | ---- | ------- | ----- | ------ | -------- |
| 17 tháng 10 năm 2007 | 21:00 | Pháp | 2 - 0   | Litva | Bảng B | 36,350   |